# Terzolle
Le torrent  Terzolle est un des sous-affluents du fleuve Arno, dans l'aire de Florence et un affluent du Mugnone.

## Géographie

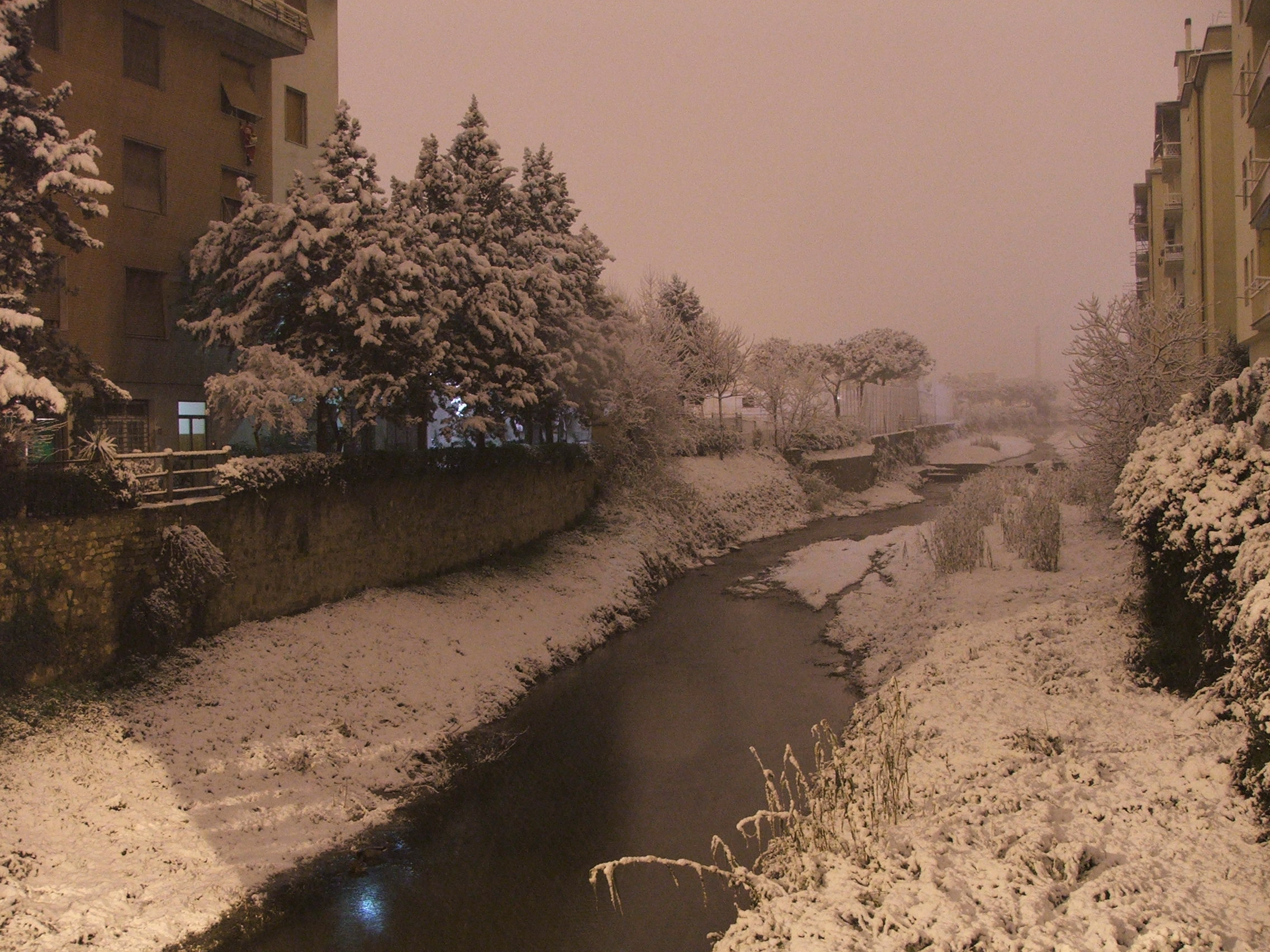
Le Terzolle sous la neige à Rifredi (le quartier 5 de Florence)

Sa source est située près de Cercina, frazione de Sesto Fiorentino, peu de kilomètres au nord de la capitale toscane. Après un parcours d'environ un kilomètre et demi, à la hauteur d'un moulin du petit centre habité de Serpiolle, le Terzolle rejoint l'autre petit torrent de la Terzollina. 
Après avoir passé sous le Ponte di Mezzo, le Terzolle se jette dans le Mugnone, à la hauteur du  Ponte di San Donato qui lui-même rejoint l'Arno au Ponte all'Indiano.